# نجيب دياب
نجيب موسى دياب (7 أغسطس 1870 - 11 يوليو 1936) هو ناشر وصحفي لبناني أمريكي أصدر جريدة «مرآة الغرب» وهو من أعلام صحافة المهجر. وعمل لفترة محررا لجريدة كوكب أميركا. وهو من أوائل الأصوات التي نادت بالقومية العربية.

## النشأة والمسيرة
ولد نجيب موسى دياب في لبنان ثم هاجر إلى مصر التي عاش فيها مدة ثم هاجر إلى الولايات المتحدة. أصبح محررا لجريدة كوكب أميركا ثم تركها في 1899. وأصدر بعد ذلك جريدة «مرآة الغرب» باللغة العربية إلى حين وفاته في بروكلين بنيويورك في 11 يوليو 1936.

## الحياة الشخصية
لدى نجيب دياب ابن وخمس بنات. تزوجت ابنته دوروثي من الشاعر اللبناني الأمريكي إيليا أبو ماضي.